# 344 a.C.
Il 344 a.C. (CCCXLIV a.C. in numeri romani) è un anno  del IV secolo a.C.

## Eventi
- Aristotele, allora studente di Platone, sull'isola di Lesbo investiga la storia naturale e particolarmente la biologia marina.
- L'Anatolia orientale si separa dalla Persia.
- Dionisio II di Siracusa è costretto all'esilio dall'invasione di Timoleone di Corinto.
- Battaglia di Granciu.
- Secondo Plutarco, Alessandro Magno acquista Bucefalo, il suo cavallo leggendario.
- Roma
  - Consoli Gaio Marcio Rutilo III e Tito Manlio Imperioso Torquato II
  - Dittatore Publio Valerio Publicola